# Deltawaarde
Een deltawaarde is in de isotopengeochemie een maat voor de concentratie van een bepaalde isotoop van een element. De concentratie van de isotoop wordt gemeten ten opzichte van de concentratie van de meest voorkomende isotoop van het element, deze verhouding wordt vervolgens vergeleken met een internationale standaard. De deltawaarde geeft het verschil tussen de standaard en het monster aan.
Deltawaardes worden geschreven als een kleine letter delta gevolgd door de notatie van het betreffende isotoop. Zo wordt de deltawaarde van zuurstof-18 (de isotoop van zuurstof met massagetal 18) geschreven als δ18O. Deze waarde wordt op de volgende manier berekend:
{\displaystyle \delta ^{18}\mathrm {O} =100\times \left({\frac {[^{18}\mathrm {O} ]/[^{16}\mathrm {O} _{\mathrm {monster} }]}{[^{18}\mathrm {O} ]/[^{16}\mathrm {O} _{\mathrm {standaard} }]}}-1\right)}
Zuurstof-16 (16O) is de meest voorkomende isotoop van zuurstof. Omdat de verschillen tussen de standaard en de in monsters gemeten waardes erg klein zijn en de verhouding zeer dicht bij de 1 ligt, wordt er 1 van de verhouding afgetrokken en de waarde vervolgens vermenigvuldigd met 100. Soms zijn er meerdere standaards in omloop, in dat geval moet uit de context blijken welke standaard gebruikt is.